# Yoji Sakai
Yoji Sakai (堺 陽二 Sakai Yoji?, nacido el 13 de diciembre de 1977 en Saitama) es un exfutbolista japonés. Jugaba de delantero y su único club fue el Thespa Kusatsu de Japón.

## Trayectoria

### Clubes
| Club           | País  | Año         |
| -------------- | ----- | ----------- |
| Thespa Kusatsu | Japón | 2000 - 2006 |